# Joa Frey
Joachim «Joa» Frey (* 1993) ist ein Schweizer Fusionmusiker (Gitarre, auch Gesang, Komposition).

## Wirken
Frey absolvierte 2022 sein Masterstudium an der Zürcher Hochschule der Künste.
Aus einem Duo mit Jeanaine Oesch entwickelte sich Freys Band Driftwood Quartet, mit der er 2023 das von der Kritik positiv beachtete Album «Litha» bei Double Moon Records veröffentlichte; es «spielt eingängige Kompositionen, die sich beim genaueren Hinhören aber als sehr raffiniert und vertrackt herausstellen.» Als Sideman wirkte er zudem in Projekten wie Den Dala, muralim, Marina Itens m.o.r.i. oder Lagioia. Er ist auch auf Tonträgern mit The Peppermint Tea Group, Halfterm und Freunde des Dschungels («Züri City Skyline») zu hören.
Des Weiteren unterrichtete Frey an der Musikschule Mutschellen und war in der Programmkommission des Musikklubs «Mehrspur» tätig.